# Sakala-dombság
A Sakala-dombság (észtül: Sakala kõrgustik, lettül: Sakalas augstiene) dombság Észtország déli részén. A dombság legnagyobb része Viljandi megyében található, kisebb része Valga és Pärnu megyébe esik, de déli része átnyúlik Lettországba is. Területe 2797 km², észtországi része az ország teljes területének 6,16%-át teszi ki. A régió háromszög alaprajzú, észak felé keskenyül, ott a Nevesti-folyóig ér. Nevét Észtország egyik történelmi megyéjéről, Sakala megyéről kapta, amely az azonos nevű észt törzs élőhelye volt.